# Пилџер (Небраска)
Пилџер (енгл. Pilger) град је у америчкој савезној држави Небраска.

## Демографија
По попису из 2010. године број становника је 352, што је 26 (-6,9%) становника мање него 2000. године.
| Група             | 2000.       | 2010.       |
| Белци             | 369 (97,6%) | 326 (92,6%) |
| Афроамериканци    | 0 (0,0%)    | 0 (0,0%)    |
| Азијати           | 0 (0,0%)    | 0 (0,0%)    |
| Хиспаноамериканци | 7 (1,9%)    | 15 (4,3%)   |
| Укупно            | 378         | 352         |